# Dòmu d’Urxia

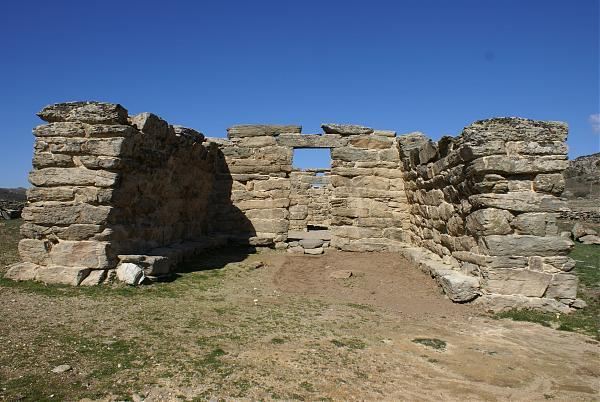
Dòmu d’Urxia

Dòmu d’Urxia (auch Domu de Orgia oder Orgiarajosa) ist Teil einer Nuraghensiedlung aus der Endphase der sardischen Nuraghenkultur in der Metropolitanstadt Cagliari. Der aus der zweiten Hälfte des 2. Jahrtausends v. Chr. stammende Komplex liegt an der Ostflanke des Monte Santa Vittoria, in der Einöde Ostsardiniens auf einem knapp 1000 m hohen Joch des Monte Cuccureddu beim (850 Einwohner) Dorf Esterzili in der Barbagia di Seulo. Der Name bedeutet Haus der Giogia, einer sardischen kinderfressenden Hexe.

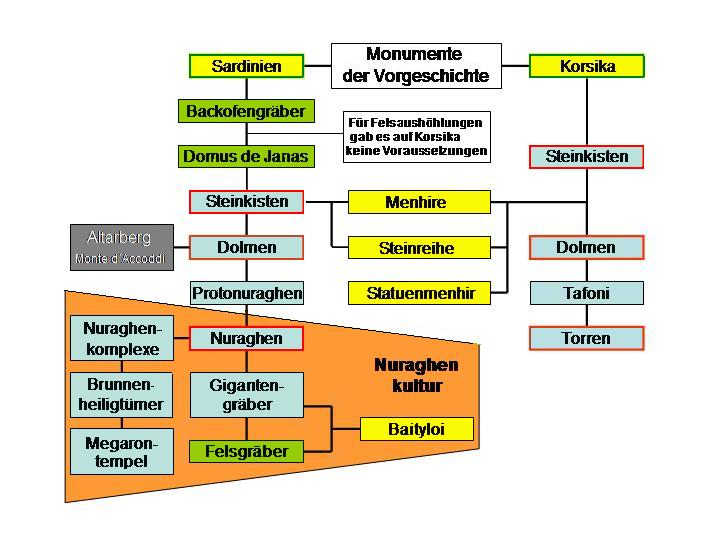
Typenreihe sardisch-korsischer Monumente

Dòmu d’Urxia ist der größte der auf Sardinien äußerst seltenen Sardischen Megarontempel (auch Astylos – dt. säulenlos – genannt), wie sie auch von Malchittu Provinz Sassari oder Serra Orrios Provinz Nuoro bekannt sind. Er war ursprünglich von einer niedrigen ovalen Mauer eingefasst, die als Peribolos eines Temenos zu erachten ist. Der bis in die Höhe von etwa zwei Metern erhaltene, zweiräumige, an beiden Seiten mit Anten versehene Doppelantentempel ist etwa 20,0 m lang und 8,5 m breit. Innen ist der Antenbereich der Eingangsseite mit an den Wänden umlaufenden Bänken (Bankaltären) versehen. Der gebogene Architrav und die als feminin interpretierten Bossen sind auf Sardinien bei Brunnenheiligtümern des 12. bis 10. Jahrhunderts v. Chr. vertreten. Die wenige hundert Meter entfernte Dorfanlage ist noch nicht ausgegraben. Grundrissgleiche „Megara“ finden sich in den frühen Schichten von Troja.